# Пенница слюнявая
Пе́нница слюня́вая, или слюня́вица обыкнове́нная (лат. Philaenus spumarius) — полиморфный вид полужесткокрылых насекомых из семейства цикад-пенниц (Aphrophoridae). Взрослая пенница встречается с июня по сентябрь. Многоядный вредитель сельскохозяйственных культур. 

## Распространение
Вид распространён почти на всей территории внетропической Азии, в Европе, Северной Африке и интродуцирован в Северную Америку. 
Распространена на Камчатке, Хабаровском и Приморском краях, Амурской области, на Сахалине и Курильских островах. На территории России на север до Мурманска, Архангельска, Дудинки и Якутска.

## Описание
Пенницы длиной 5—6,7 мм, разнообразно окрашенные
Раз в год пенница откладывает до 40 яиц на стебли растений, около черешков листьев. Личинка (длиной 3-4 мм) высасывает сок растения и покрывается выделяемой пенистой жидкостью, содержащей муцины (так называемая «заячья слюна» на траве). Пена спасает молодую цикадку от перегрева, хищников и многих инсектицидов.

## Экология
Обитают в травяном ярусе под пологом леса и на влажных лугах.

## Изменчивость
Вид подразделяется на формы, у которых изменчивая окраска. Может варьировать от сплошь чёрных до светло-бурых или желтоватых, встречаются формы с продольными полосами, поперечными перевязями, светлыми пятнами на тёмном фоне, со светлой средней частью тела и тёмной задней, с комбинацией полос и пятен, а также рябым рисунком из расплывчатых бурых пятен, которые на надкрыльях образуют ромб из двух угловидных перевязей.
В виде выделяют 20 чистых и четыре смешанных форм:
1. Philaenus spumarius f. typica — самая обычная форма: в её окраске чередуются тёмные и светлые элементы[4].
2. Philaenus spumarius f. albomaculata (Schrank, 1776)
3. Philaenus spumarius f. binotata
4. Philaenus spumarius f. fasciata (Fabricius, 1794)
5. Philaenus spumarius f. flavicollis
6. Philaenus spumarius f. gibba (Fabricius, 1794)
7. Philaenus spumarius f. hexamaculata
8. Philaenus spumarius f. lateralis (Linnaues, 1758)
9. Philaenus spumarius f. leucocephala (Linnaeus, 1758)
10. Philaenus spumarius f. leucophthalma (Linnaeus, 1758)
11. Philaenus spumarius f. marginella (Fabricius, 1794)
12. Philaenus spumarius f. melanocephala
13. Philaenus spumarius f. populella Metcalf, 1962
14. Philaenus spumarius f. populi
15. Philaenus spumarius f. pracusta (Fabricius, 1794)
16. Philaenus spumarius f. praeustata
17. Philaenus spumarius f. quadrimaculata (Schrank, 1776)
18. Philaenus spumarius f. trilineata (Schrank, 1776)
19. Philaenus spumarius f. ustulata
20. Philaenus spumarius f. vittata (Fabricius, 1794)

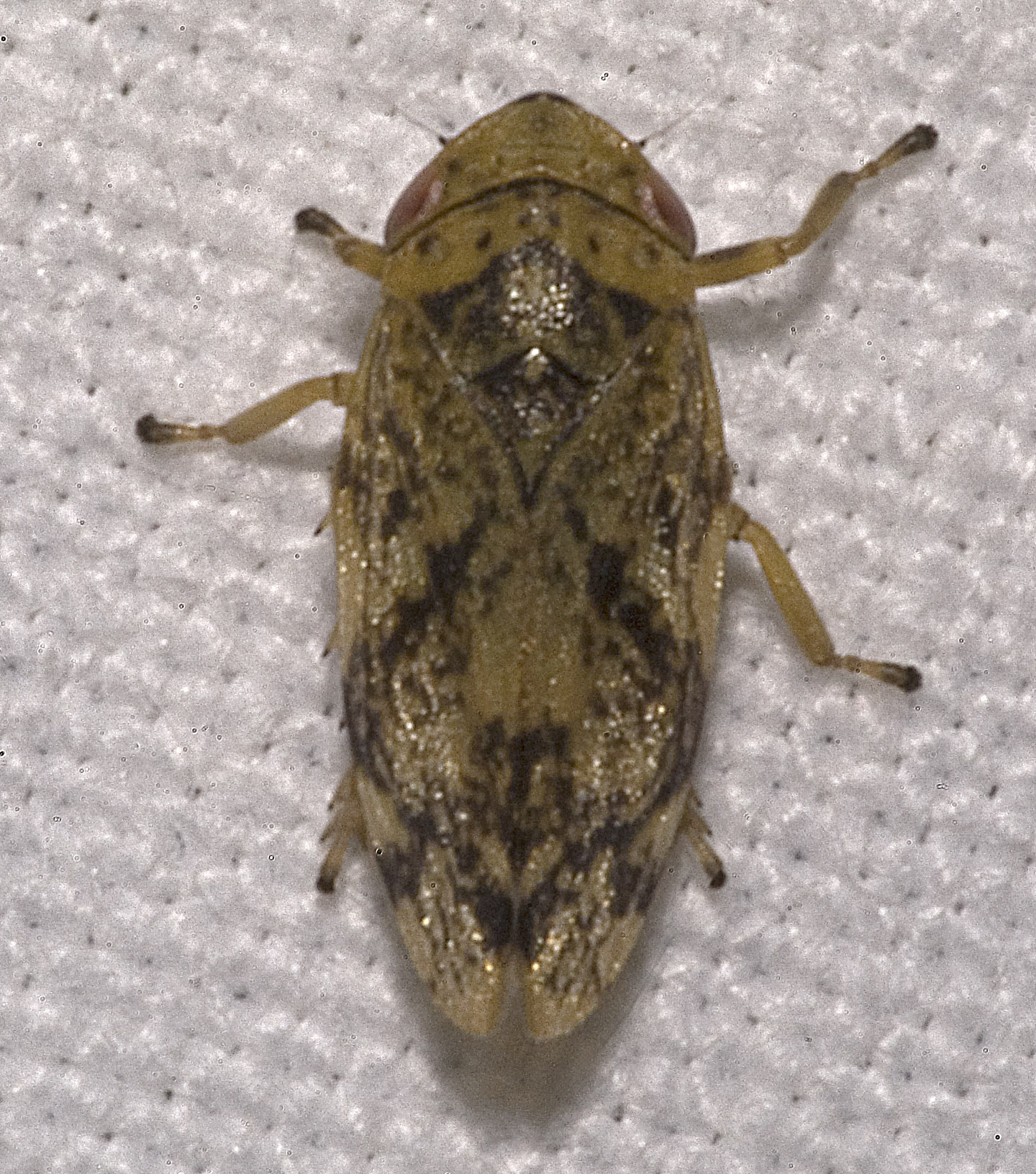
f. typica
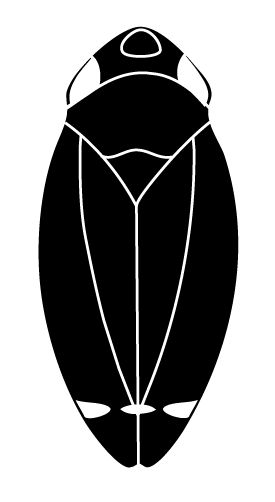
f. albomaculata
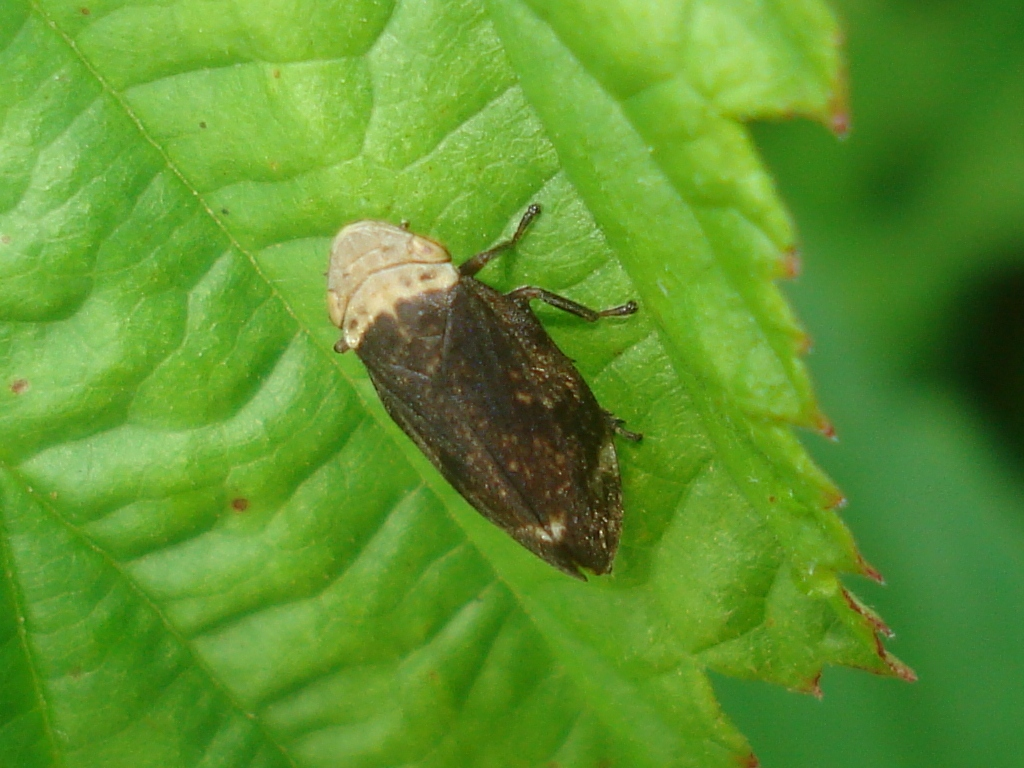
f. gibba
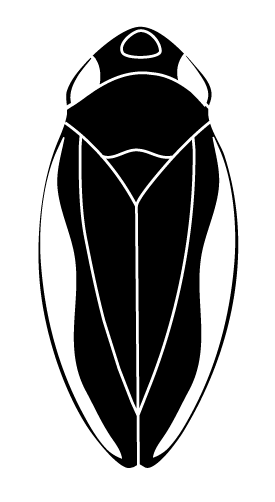
f. lateralis
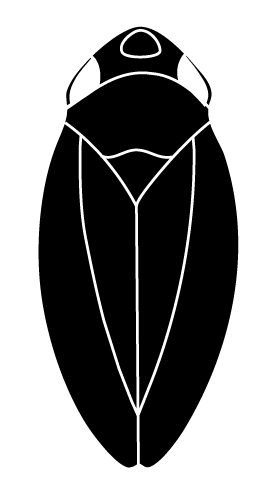
f. leucophthalma
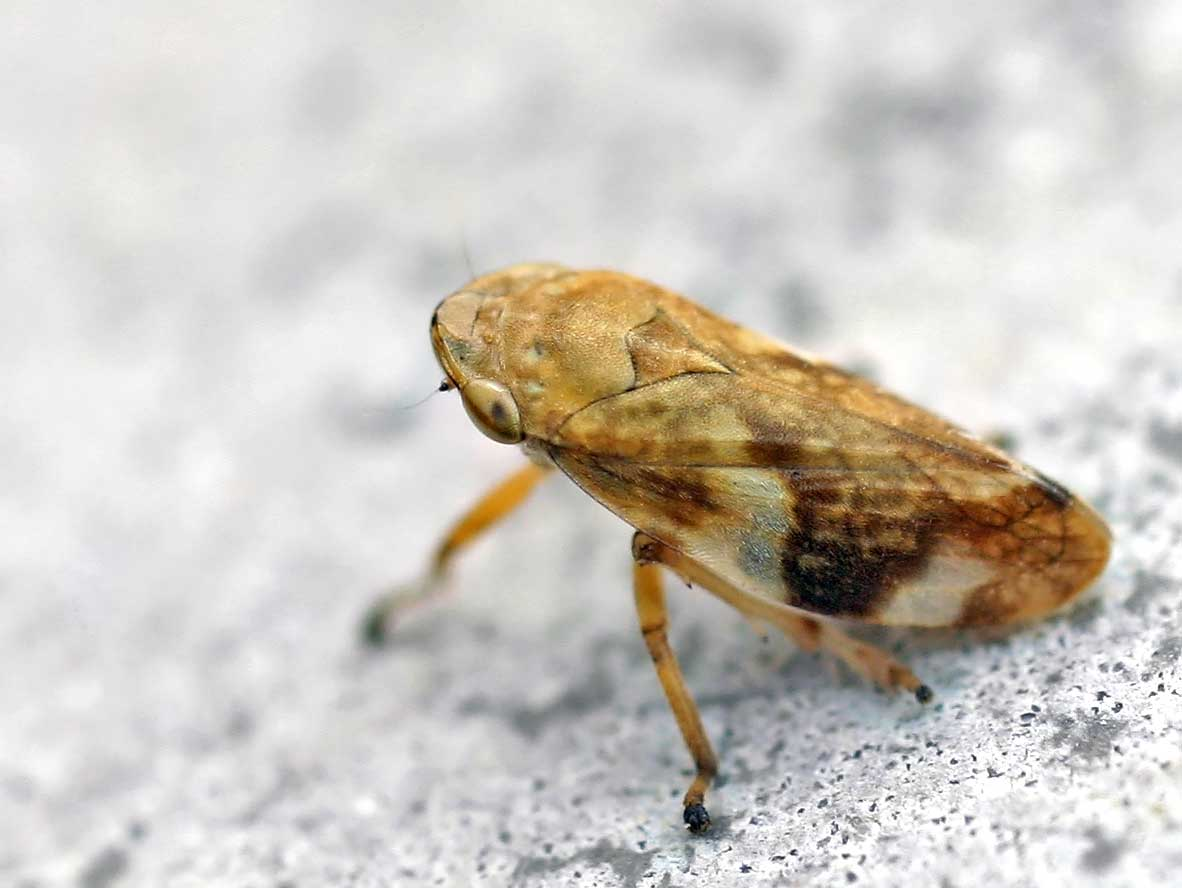
f. quadrimaculata
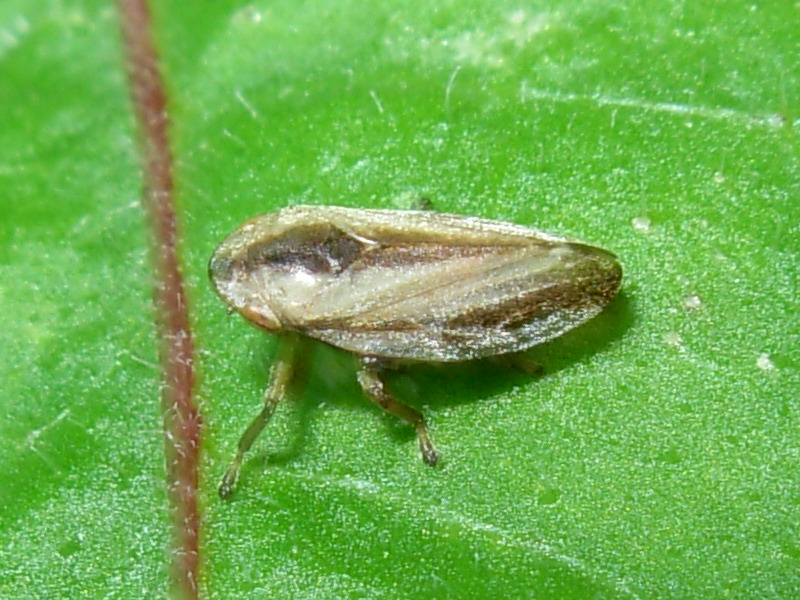
f. trilineata